# عزلة كحلان (إب)

تعديل مصدري - تعديل

عزلة كحلان هي إحدى عزل مديرية الرضمة في محافظة إب اليمنية ويبلغ تعداد سكانها 22215 نسمة حسب التعداد السكاني في اليمن لعام 2004.